# Mistrzostwa Europy w Lekkoatletyce 1974 – sztafeta 4 × 100 m kobiet
Sztafeta 4 × 100 metrów kobiet była jedną z konkurencji rozgrywanych podczas XI Mistrzostw Europy w Rzymie. Rozegrano od razu bieg finałowy 8 września 1974 roku. Zwycięzcą tej konkurencji została sztafeta Niemieckiej Republiki Demokratycznej w składzie: Doris Maletzki, Renate Stecher, Christina Heinich i Bärbel Eckert, która ustanowiła rekord świata czasem 42,51 s. W rywalizacji wzięło udział dwadzieścia osiem zawodniczek z siedmiu reprezentacji.

## Rekordy
| Rekord świata     | NRD · (Petra Kandarr, Renate Stecher, Christina Heinich, Doris Selmigkeit)  | 42,6  | Poczdam, NRD        | 01.09.1973 |
| Rekord Europy     | NRD · (Petra Kandarr, Renate Stecher, Christina Heinich, Doris Selmigkeit)  | 42,6  | Poczdam, NRD        | 01.09.1973 |
| Rekord mistrzostw | RFN · (Elfgard Schittenhelm, Inge Helten, Annegret Irrgang, Ingrid Mickler) | 43,28 | Helsinki, Finlandia | 15.08.1971 |

## Wyniki

### Finał
| Miejsce | Reprezentacja   | Zawodniczki                                                            | Czas  | Uwagi |
| ------- | --------------- | ---------------------------------------------------------------------- | ----- | ----- |
| 1       | NRD             | Doris Maletzki, Renate Stecher, Christina Heinich, Bärbel Eckert       | 42,51 | WR    |
| 2       | RFN             | Elfgard Schittenhelm, Annegret Kroniger, Annegret Richter, Inge Helten | 42,75 | NR    |
| 3       | Polska          | Ewa Długołęcka, Danuta Jędrejek, Barbara Bakulin, Irena Szewińska      | 43,48 |       |
| 4       | Wielka Brytania | Linda Barratt, Denise Ramsden, Helen Golden, Andrea Lynch              | 43,94 |       |
| 5       | Francja         | Nadine Goletto, Catherine Delachanal, Nicole Pani, Sylviane Telliez    | 44,18 | NR    |
| 6       | Węgry           | Judit Szabó, Ildiko Szabó, Zsuzsa Károly, Irén Árva                    | 44,51 | NR    |
| 7       | Włochy          | Maura Gnecchi, Adriana Carli, Laura Nappi, Cecilia Molinari            | 44,56 | NR    |